# China Telecom
China Telecom Corp. Ltd. ist der größte Telekommunikationsanbieter in der Volksrepublik China. Das Unternehmen ist in 31 Provinzen aktiv und ist seit 2002 an der Hong Kong Stock Exchange (HKSE: 728) sowie der NYSE (NYSE:CHA) gelistet. Der Handel ist über ADR auch an deutschen Börsen möglich (FRA:ZCHA). Es war ursprünglich ein staatseigener Monopolbetrieb. Die nördlichen Geschäftsaktivitäten dieser Organisation wurden 2002 abgetrennt und in die China Netcom überführt.
Das Unternehmen hatte im April 2008 216 Millionen Teilnehmer und gab am 2. Juni 2008 bekannt, von China Unicom Infrastruktur für weitere 43 Millionen Mobilfunkkunden für 110 Mrd. RMB zu erwerben. China Telecom kontrolliert mit 35 Millionen Anschlüssen rund 62 % der chinesischen Breitbandanschlüsse.